# 梅崇德
梅崇德（西班牙語：Fr. Igino Melate，1920年8月7日—1995年3月15日），綽號阿督仔，是一位義大利籍的天主教靈醫會會士。他曾短期服務於雲南及澎湖，長年服務於羅東聖母醫院。

## 生平簡介
他出生於一個虔誠的天主教家庭。稍後，他加入了以醫療傳道、濟世救人為目標的靈醫會，並在完成藥學訓練後，被晉升為神父。
1947年，他奉派中國雲南，在昭通、會澤等偏遠山區建立多所醫院、麻瘋病院。中國共產黨控制當地後，他與其他靈醫會會士被迫離開。
1952年，他與其他靈醫會會士輾轉抵達臺灣，再度以克難的方法展開醫療服務。當時，由於其他靈醫會會士多半得負責看診，他因而同時肩負起打理羅東聖母醫院大多事務的責任。1955年，他主導將羅東聖母醫院由原有的十二張病床擴建成一百多床，同時繼續主持總務與藥局事務。後來，他一度奉派澎湖，支援惠民醫院五年。
返回羅東後，他協助創設聖母護理職業學校，並為之四處籌募經費。晚年，他因糖尿病而截肢，但每晚仍拄著拐杖前往醫院病房，逐一問候患者。他一向十分節儉，並將教會發與的零用金大多用於幫助貧困病患或家境清寒的護校學生。
過世後，他被安葬在冬山鄉丸山村靈醫會墓園。

## 軼事
梅神父做的藥膏 有烏藥膏 抹痔瘡用，白藥膏專治燙傷 ，還有被青螞蟻(隱翅蟲)咬到，他也有像似比虎標萬金油大一些些的圓形盒子裝的藥膏，塗抹後起水泡的地方會慢慢乾枯，外皮脫落，新皮長出。